# Esafluoroplatinato di xeno
Esafluoroplatinato di xeno è il nome che fu attribuito al composto formato nella reazione tra esafluoruro di platino e xeno, in un esperimento che dimostrò che anche i gas nobili potevano reagire chimicamente. L'esperimento fu condotto all'Università della Columbia Britannica da Neil Bartlett, che assegnò al composto la formula "Xe+[PtF6]−". Ricerche successive dimostrarono che il composto in questione non ha questa formula, ma è una miscela di prodotti di composizione variable, Xe(PtF6)x con 1 ≤ x ≤ 2, con presenza di specie tipo [XeF]+[PtF6]− e [XeF]+[Pt2F11]−.

## Storia
Nel 1962 Neil Bartlett scoprì che una miscela di esafluoruro di platino gassoso e ossigeno reagiva formando un solido rosso, che risultò essere esafluoroplatinato di diossigenile, O2+[PtF6]−. Bartlett notò che il potenziale di ionizzazione di O2 (1175 kJ mol−1) era molto simile al potenziale di ossidazione dello xeno (1170 kJ mol−1). Chiese allora a suoi colleghi di dargli un po' di xeno "per provare qualche reazione", e trovò che tra xeno e PtF6 in effetti avveniva una reazione. Bartlett fu così il primo a provare che i gas nobili potevano formare composti, anche se il prodotto ottenuto non era quello da lui formulato originariamente. In seguito alla scoperta di Bartlett furono preparati vari altri composti di xeno.